# Cancer oregonensis
Cancer oregonensis är en kräftdjursart som först beskrevs av James Dwight Dana 1852.  Cancer oregonensis ingår i släktet Cancer och familjen Cancridae. Inga underarter finns listade i Catalogue of Life.